# El tesoro de Rackham el Rojo
El tesoro de Rackham el Rojo (en original y en francés: Le Trésor de Rackham le Rouge) es el duodécimo álbum de Las aventuras de Tintín, la serie de cómics del dibujante belga Hergé. La historia fue serializada diariamente en Le Soir, el principal periódico francófono de Bélgica, de febrero a septiembre de 1943 en medio de la ocupación alemana de Bélgica durante la Segunda Guerra Mundial. Completando un arco que comenzó en El secreto del Unicornio, la historia narra las aventuras del joven periodista Tintín y su amigo, el capitán Haddock, lanzan una expedición al Caribe para localizar el tesoro del pirata Rackham el Rojo.
El tesoro de Rackham el Rojo fue un éxito comercial y fue publicado en forma de libro por Casterman el año siguiente a su conclusión. Hergé continuó Las aventuras de Tintín con Las 7 bolas de cristal, mientras que la serie se convirtió en una parte definitoria de la tradición del cómic franco-belga. El tesoro de Rackham el Rojo ha sido citado como una de las entregas más importantes de la serie, ya que marcó la primera aparición del excéntrico científico Silvestre Tornasol, quien posteriormente se convirtió en un personaje central. La historia ha sido adaptada de diversas maneras tanto para la serie animada de Belvision de 1957, Les Aventures de Tintin, d'après Hergé, como para la serie animada de 1991 Las aventuras de Tintín de Ellipse y Nelvana, así como para la película de Steven Spielberg Las aventuras de Tintín: el secreto del Unicornio (2011).

## Argumento

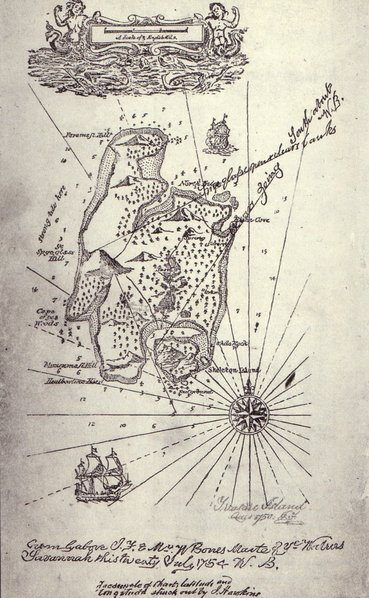
Tintín, Haddock y Tornasol van en busca del tesoro del Unicornio con un mapa y unas coordenadas. En la imagen, el mapa creado por Robert Louis Stevenson para su novela de 1883 La isla del tesoro, que ha sido citada como una influencia para Hergé.

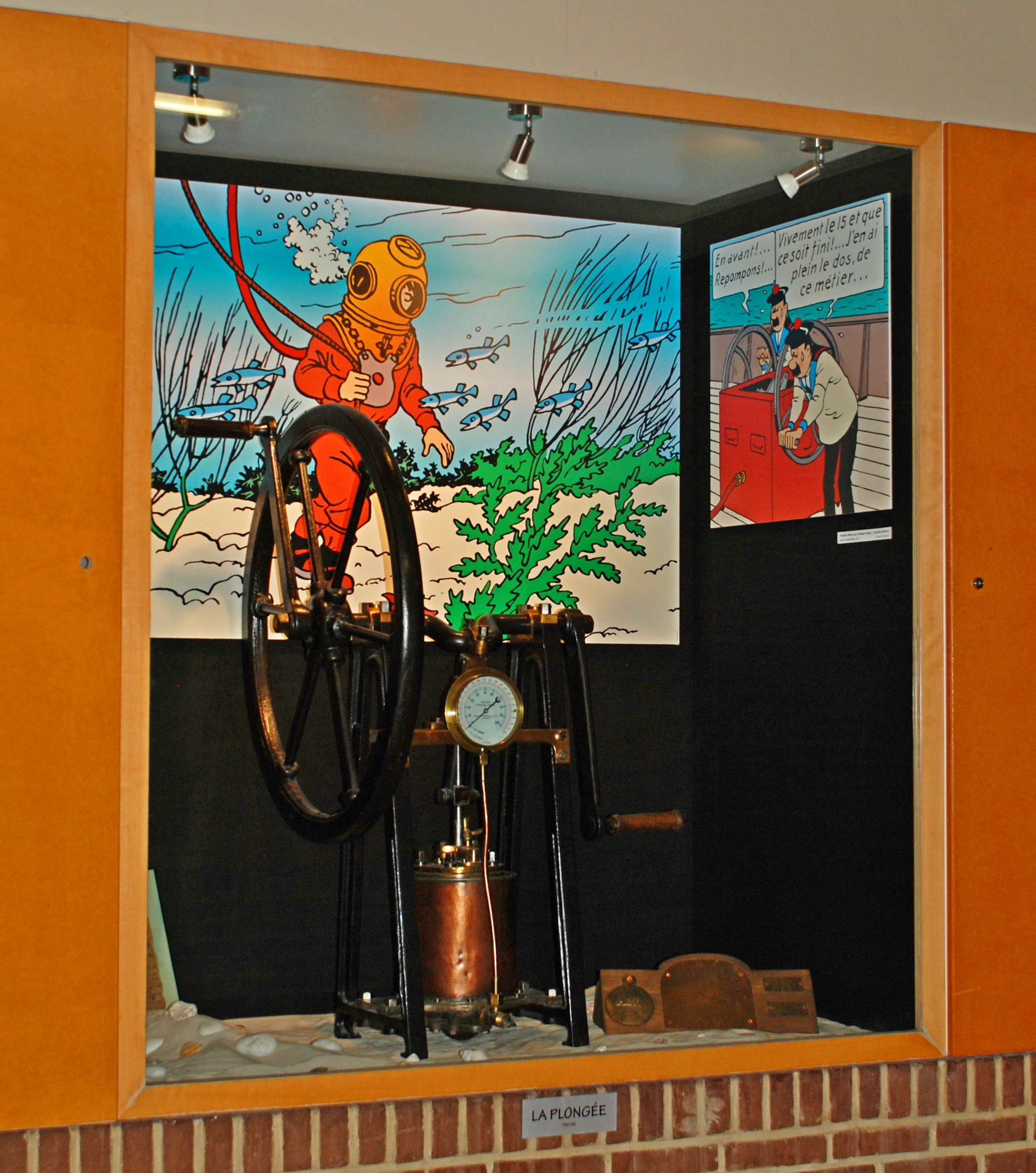
Reproducción de viñetas en un centro deportivo de Lovaina la Nueva.

Tintín y el capitán Haddock preparan el viaje al bordo del Sirius en busca del tesoro de Rackham el Rojo. Antes de zarpar conocen al profesor Silvestre Tornasol, un científico que padece una leve sordera, quien les muestra un submarino que supuestamente les ayudaría en su viaje. La sordera de Tornasol le impide comprender, hasta que Haddock se lo escribe, que su invento no es bien recibido. El barco zarpa, con la compañía de los policías Hernández y Fernández, ya que uno de los hermanos Pájaro (enemigos de Tintín en el anterior álbum de esta serie) se ha escapado y ha merodeado cerca del barco antes de que saliera del puerto. Más adelante se descubrirá a un polizón en el barco, el profesor Tornasol, que subió en el barco a escondidas junto a su invento.
El viaje prosigue pero tras varios días no encuentran los restos del Unicornio pese a tener las coordenadas. Es entonces cuando Tintín se da cuenta de que están usando las coordenadas teniendo en cuenta el meridiano de Greenwich, mientras que el caballero francés de Hadoque lo estaría haciendo según el meridiano de París, que está dos grados más al este. Finalmente encuentran el Unicornio en el fondo del mar, pero solo consiguen una cruz de oro con piedras preciosas, un sable, el mascarón de proa con el unicornio, botellas de ron jamaicano de doscientos años de antigüedad y un cofre con pergaminos. Los amigos llegan a la isla donde se hundió el Unicornio y donde supuestamente estaría el tesoro. El profesor Tornasol descubre una cruz en la isla, sin embargo, tras cavar no encuentran ningún tesoro. Tampoco lo encuentran bajo el agua, así que desisten y vuelven desilusionados a casa.
Cuando Tintín y Haddock ya daban todo por perdido, el profesor Tornasol forma un manuscrito con papeles encontrados en un cofre del Unicornio, que identifican a Francisco de Hadoque, antepasado del capitán Haddock, como el propietario del Castillo de Moulinsart, que Tornasol compra para el capitán en agradecimiento a su ayuda con su submarino. Cuando se dirigen allí, se dedican a explorar el castillo, hasta que llegan al sótano en el que Tintín había permanecido secuestrado durante El secreto del Unicornio. En él, se encuentran una estatua de San Juan Evangelista, lo cual indica a Tintín dónde se encuentra realmente el tesoro: éste se encontraba, según los pergaminos que proporcionaron a los protagonistas las pistas sobre la situación del Unicornio, "bajo la cruz del Águila", y Tintín hace la conexión entre esta pista y el hecho de que San Juan es llamado "el águila de Patmos". Cuando quitan un cuadro que oculta parte de la estatua, se encuentran un globo en el que está marcada la isla a la que fueron antes: ésta resulta ser la clave de un resorte que abre el globo y revela su contenido, el tesoro de Rackham el Rojo.

## Historia

### Contexto y antecedentes
En medio de la ocupación alemana de Bélgica durante la Segunda Guerra Mundial, Hergé había aceptado un puesto de trabajo para Le Soir, el periódico belga de lengua francesa con mayor tirada. Confiscado a sus dueños originales, las autoridades alemanas permitieron a Le Soir reabrir bajo la dirección del editor belga Raymond de Becker, aunque permaneció firmemente bajo el control nazi, apoyando el esfuerzo bélico alemán y defendiendo el antisemitismo. Después de unirse a Le Soir el 15 de octubre de 1940, Hergé se convirtió en editor de su nuevo suplemento infantil Le Soir Jeunesse, con la ayuda de un viejo amigo, Paul Jamin, y el dibujante Jacques Van Melkebeke, antes de que la escasez de papel obligara a serializarlo diariamente en el páginas principales de Le Soir.

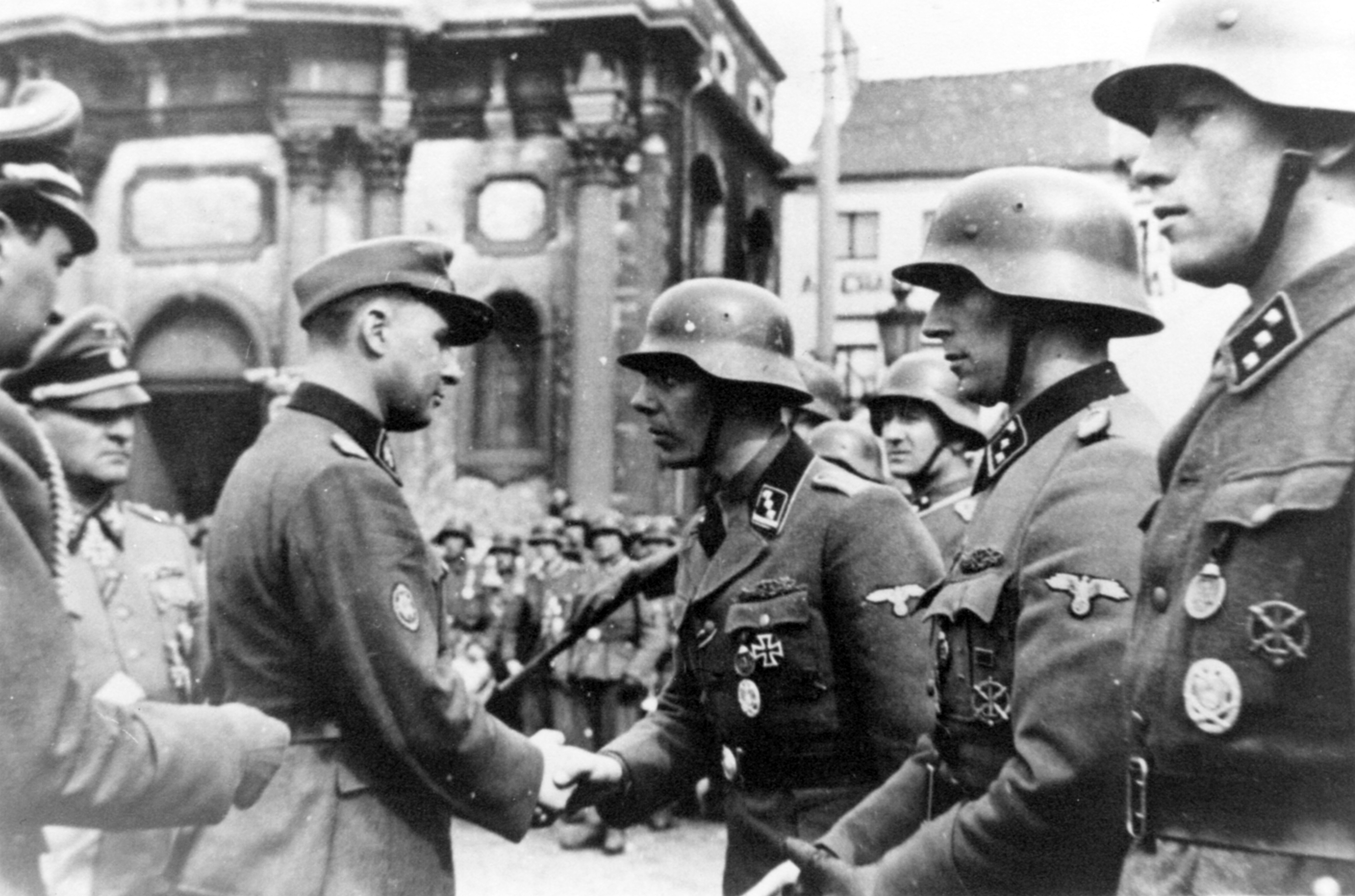
Hergé fue criticado por su colaboracionismo con el régimen nazi. En la imagen, Léon Degrelle (izquierda), una de las principales figuras del colaboracionismo belga, saluda a Josef Dietrich en Charleroi el 1 de abril de 1944.

Algunos belgas estaban molestos porque Hergé estaba dispuesto a trabajar para un periódico controlado por la ocupación de la administración nazi, aunque estaba muy atraído por la cantidad de lectores de Le Soir, que sumaban unos 600 000. Enfrentado a la realidad de la supervisión nazi, Hergé abandonó los temas políticos manifiestos que habían ocupado gran parte de su trabajo anterior, y adoptó una política de neutralidad. El productor de entretenimiento y autor Harry Thompson observó que, sin la necesidad de satirizar los tipos políticos, "Hergé ahora se estaba concentrando más en la trama y en desarrollar un nuevo estilo de comedia de personajes. El público reaccionó positivamente".
El tesoro de Rackham el Rojo iba a ser la segunda mitad de una serie de eventos conectados en dos partes que habían comenzado con la aventura anterior, El secreto del Unicornio. Esta serie de dos partes fue la primera que Hergé produjo desde Los cigarros del faraón y El loto azul (1934-36). Sin embargo, como relató el experto en Tintín Michael Farr, mientras que Los cigarros del faraón y El loto azul habían sido en gran medida "autosuficientes y autónomos", la conexión entre El secreto del Unicornio y El tesoro de Rackham el Rojo era estar mucho más evidente.

### Influencias

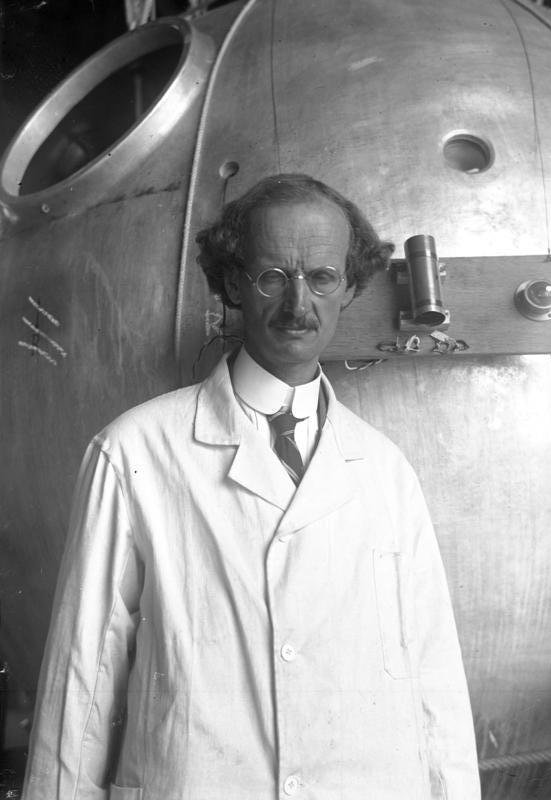
El personaje de Silvestre Tornasol se basó visualmente en el del científico Auguste Piccard.

El tesoro de Rackham el Rojo supuso el debut del profesor Silvestre Tornasol en Las aventuras de Tintín, quien se convirtió en un personaje fundamental en el futuro de la serie. Hergé había utilizado varios profesores excéntricos en volúmenes anteriores de las aventuras, como Filemón Ciclón en Los cigarros del faraón, Héctor Halambique en El cetro de Ottokar e Hipólito Calys en La estrella misteriosa, todos ellos prefiguran la llegada de Tornasol. La considerable sordera del personaje había sido inspirada por un colega con quien Hergé había trabajado años antes en Le Vingtième Siècle. Visualmente, Tornasol se basó en un científico real, el inventor suizo Auguste Piccard, que había sido el primer hombre en explorar la estratosfera en un globo aerostático en 1931. Hergé había observado a Piccard paseando por Bruselas en varias ocasiones, sin embargo, el personaje de Tornasol sería mucho más corto que Piccard. Hergé llamó a este personaje Tryphon Tournesol en la versión original; mientras que el apellido significaba «girasol», el nombre fue adoptado por un carpintero llamado Tryphon Beckaert a quien Hergé había conocido en Boitsfort. Tryphon Tournesol fue rebautizado más tarde Silvestre Tornasol en la edición en español, Cuthbert Calculus en la traducción al inglés y Balduin Bienlein (que significa «pequeña abeja») para la traducción al alemán.

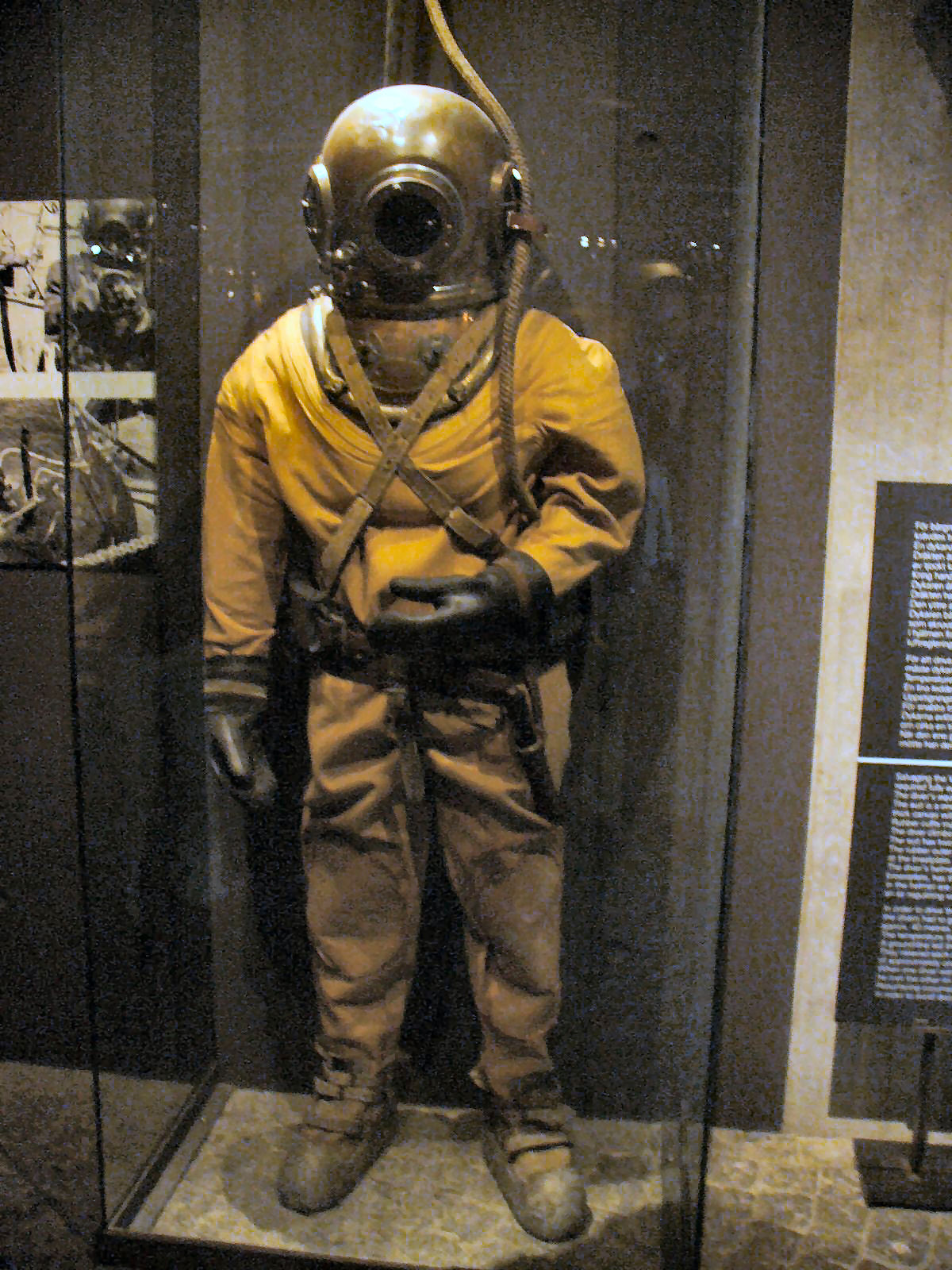
Tintín adquiere un traje de buceo para sumergirse en el mar Caribe y encontrar el barco Unicornio. En la imagen, escafandra que se usó en una de las expediciones al Vasa, navío que sirvió de inspiración a Hergé.

El submarino en forma de tiburón de Tornasol estaba basado visualmente en un verdadero submarino estadounidense; Hergé había visto una foto sobre ello en un periódico alemán. La escafandra de buceo usado en la historia también se basó en recortes que Hergé había acumulado. Del mismo modo, la barra de muelle representada por el dibujante se basó en una ilustración que había recogido. La tienda donde Haddock y Tintín compran el equipo de buceo, incluido el traje, se inspiró en la imagen de un bar que apareció en la revista alemana Berliner Illustrirte Zeitung. El fetiche tribal encontrado en la isla caribeña por Francisco de Hadoque estaba basada en una estatua tribal de los Bamileke de Camerún que Hergé vio en un museo. El Sirius, que había aparecido antes en La estrella misteriosa, recibió su nombre por el SS Sirius, el primer barco en cruzar el Océano Atlántico únicamente con propulsión a vapor, pero se basó visualmente en el diseño de un arrastrero, el John-O.88. Hergé había esbozado esta nave en los muelles de Ostende antes de obtener los planos detallados del arrastrero de los constructores, Jos Boel & Son, y un modelo a pequeña escala de un coleccionista. El naufragio submarino del Unicornio estaba vagamente inspirado en las imágenes del naufragio de un barco sueco del siglo XVII, el Vasa, con el que Hergé se había documentado. La instancia en la historia en la que un tiburón se traga un cofre (que los personajes esperan contenga el tesoro) se basa en un relato real de un tiburón que se tragó una cámara del fotógrafo submarino estadounidense Otis Barton, que Hergé había encontrado en una revista ilustrada francesa.
La breve aparición del Dr. Daumière, que advierte a Haddock que deje de beber alcohol, era una alusión al propio médico de Hergé, el Dr. Daumerie. Hergé hizo una referencia cómica al comediante francés Sacha Guitry en la historia al publicitar una obra de Guitry titulada Yo en la que el mismo Guitry interpreta todos los papeles. La aventura fue la primera en representar a Tintín vistiendo una camisa blanca debajo de un suéter azul y pantalones marrones; esto se convertiría en el atuendo clásico e icónico del personaje.

### Publicación
Le Trésor De Rackham Le Rouge comenzó su serialización como una tira diaria en Le Soir desde el 19 de febrero de 1943. El título de la nueva aventura había sido anunciado en un anuncio en el periódico dos días antes. En Bélgica, fue publicado en un formato de libro de 62 páginas por Editions Casterman en 1944. El tesoro de Rackham el Rojo contenía una de las dos ilustraciones favoritas de Hergé de Las aventuras de Tintín. Combina tres acciones que encapsulan una secuencia de eventos en un solo dibujo: Haddock avanzando a grandes zancadas por la playa en primer plano, el bote de remos que se lleva a tierra en el medio y el Sirius que leva el ancla en el fondo.

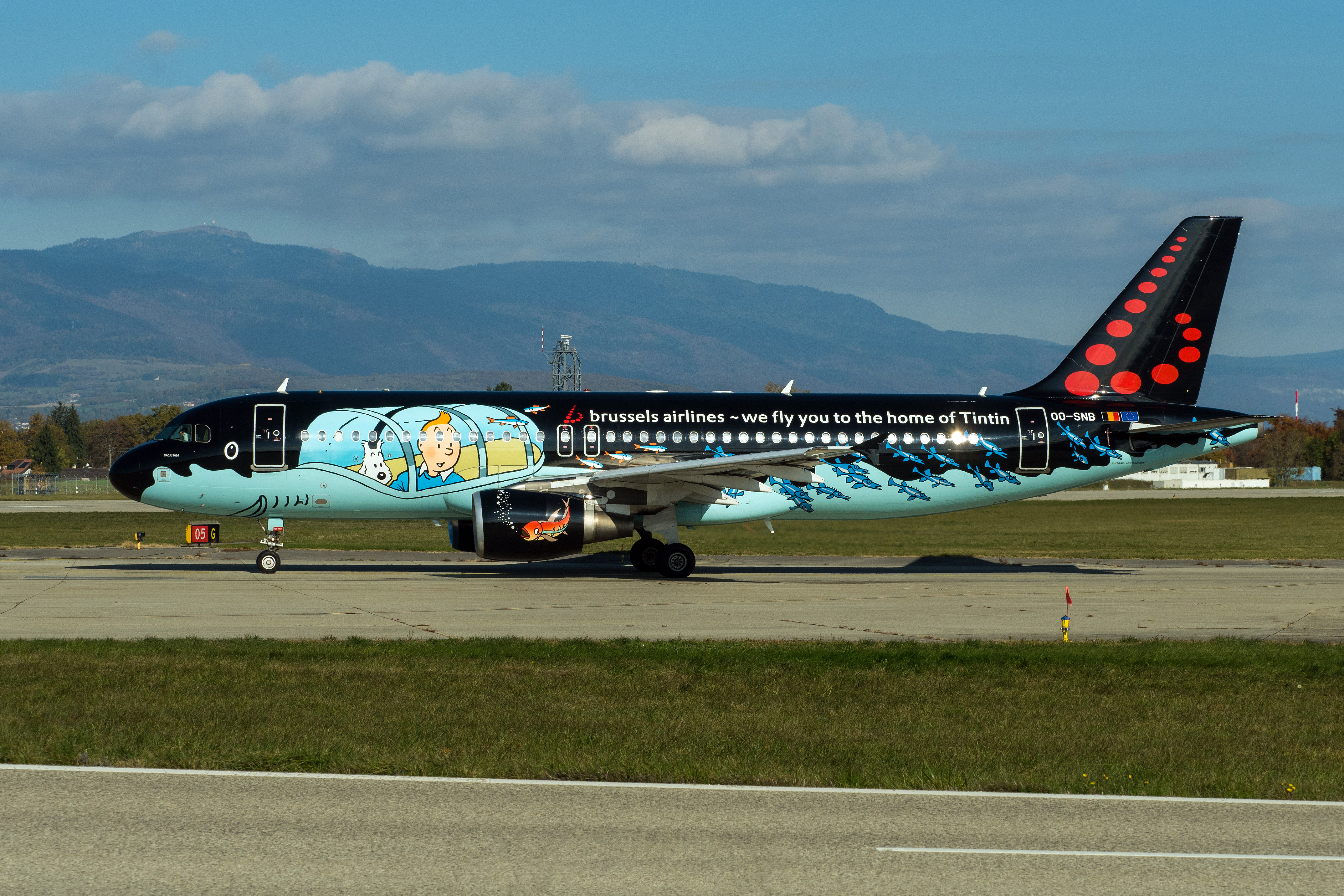
El avión Rackham, un A320 de las Brussels Airlines, con la pintura del fuselaje simulando el submarino

En lugar de embarcarse inmediatamente en la creación de una nueva aventura en Tintín, Hergé aceptó una propuesta que el escritor de crimen de Le Soir, Paul Kinnet, escribiría una historia de detectives con Hernández y Fernández. La historia fue titulada Dupont et Dupond, détectives («Hernández y Fernández, detectives»), y fue ilustrada por Hergé.
En España, se publicó por primera vez a finales de la década de los 50 en la revista 3 amigos. El secreto del Unicornio y El tesoro de Rackham el Rojo fueron las dos primeras aventuras de Tintín publicadas en traducciones al inglés para el mercado británico. Publicado por Casterman, estas dos ediciones no se vendieron bien, y desde entonces se han convertido en artículos de rarezas para coleccionista. Serían republicados para el mercado británico siete años después, esta vez por Methuen con traducciones proporcionadas por Michael Turner y Leslie Lonsdale-Cooper. Farr informó que El tesoro de Rackham el Rojo es la historia más vendida de la serie, mientras que Harry Thompson se refirió al arco que conforman El secreto del Unicornio-El tesoro de Rackham el Rojo como "la más exitosa de todas las aventuras de Tintín".

## Acogida de la crítica
Harry Thompson declaró que El secreto del Unicornio-El tesoro de Rackham el Rojo marcaron el comienzo de la tercera y central etapa de la "carrera de Tintín". Además, declaró que en estas dos historias, Tintín pasó de periodista a explorador para hacer frente al nuevo clima político. Afirmó que en esta historia, Hergé "abandona la trama compleja de El secreto del Unicornio a favor de un estilo episódico de aventura que no se veía desde los primeros libros". Thompson también llama la atención sobre la llegada de Tornasol en la historia, describiéndolo como el "tercer y último miembro" de la "familia" de Tintín. Thompson criticó el uso del color en la historia, afirmando que gran parte de ella se ve mejor en blanco y negro, como se imprimió originalmente en Le Soir.
El biógrafo de Hergé, Benoît Peeters, observó que tanto El secreto del Unicornio como El tesoro de Rackham el Rojo "tienen una posición crucial" en Las aventuras de Tintín ya que establecen el "universo de Tintín" con su conjunto principal de personajes. Sintió que si bien los elementos religiosos habían estado presentes en las historias anteriores, eran aún más fuertes en El secreto del Unicornio y su secuela, algo que atribuyó a la influencia de Van Melkebeke. Peeters creía que El tesoro de Rackham el Rojo era "un libro inolvidable" porque es el volumen en el que la "familia", es decir, Tintín, Milú, Haddock y Tornasol, se unen. Su colega biógrafo, Pierre Assouline, se hizo eco de esta idea, y señaló que Hergé había "reunido" los tres personajes en su nuevo hogar. Centrándose en el personaje de Tornasol, notó que la idea del profesor excéntrico era "tan universal que sería inexacto apuntar a cualquier fuente", sugiriendo posibles influencias de Charlie Chaplin y el propio padre de Hergé. Para Assouline, el profesor encarna "la suave locura y el humor sutil en las historietas". Agregó que tanto Rackham el Rojo como su predecesor "revelan a Hergé a un nuevo nivel en su arte", y sugirió que la razón de su popularidad residía en el hecho de que eran "la continuación visual de un universo literario que se extiende desde Jules Verne a Pierre Benoit".
Jean-Marc Lofficier y Randy Lofficier opinaron que las dos historias unidas representan "un punto de inflexión" para la serie, ya que desplaza la atención del lector de Tintín a Haddock, que se ha convertido en "el personaje más interesante". Afirman que la introducción de Tornasol "completa el triángulo indispensable que imbuye a Tintín de su calidad mítica". Afirmando que aquí, el "arte de Hergé ha alcanzado un grado de casi perfección", le otorgaron cinco estrellas de cinco.
Michael Farr dijo que la escena que presentaba Tornasol marcó el comienzo de la "rica vena de humor" que el personaje trajo a la serie. Señalando que a diferencia de La estrella misteriosa, este arco de dos libros contiene "apenas una alusión a la ocupación y la guerra", elogió la narración del arco como "perfectamente marcada, sin esa sensación de prisa" presente en algunos de los trabajos anteriores de Hergé.
En su estudio psicoanalítico de Las aventuras de Tintín, el académico Jean-Marie Apostolidès caracterizó El secreto del Unicornio-El tesoro de Rackham el Rojo como los personajes en una "búsqueda del tesoro que resulta ser al mismo tiempo una búsqueda de sus raíces". Afirmó que el arco gira en torno a la ascendencia de Haddock y, al hacerlo, "se ocupa de los significados de las relaciones simbólicas dentro de la vida personal". Destacando que Tornasol fue uno de los muchos científicos excéntricos que han aparecido en la serie, sin embargo, enfatiza su diferencia al señalar que Tornasol se acerca a Tintín, en lugar de acercarse a Tintín, como el joven periodista había hecho con científicos anteriores. Al comentar sobre la introducción del submarino tiburón de Tornasol, afirma que "les permite cruzar un límite que anteriormente restringía a los seres humanos y penetrar en otro universo, el que está bajo los mares y que posee secretos hasta ahora desconocidos". Apostolidès cree que al final de la historia, "la estructura familiar está en su lugar", con Tornasol representando a una figura paterna con control financiero, y Haddock y Tintín, que se han hecho hermanos a través de su aventura conjunta, agregando que con la ayuda de Francisco de Hadoque, "el antepasado", se les da un hogar en Moulinsart.
El crítico literario Tom McCarthy destacó lo que percibió como escenas en El tesoro de Rackham el Rojo, que reflejaba temas comunes en Las aventuras de Tintín. Señaló que al ser un polizón a bordo del barco, Tornasol era uno de los muchos polizones de la serie, y que el tesoro representaba el tema de las joyas y piedras preciosas que también surgieron en La oreja rota, Tintín en el Congo y Las joyas de la Castafiore. Advirtió que Tintín malinterpretó los pergaminos y afirmó que este era uno de los errores de cálculo que el personaje comete en la serie.

## Adaptaciones
En 1957, la compañía de animación Belvision Studios produjo Les Aventures de Tintin, d'après Hergé, una serie de adaptaciones de color diarias de cinco minutos basadas en los cómics originales de Hergé. El tesoro de Rackham el Rojo fue la quinta historia adaptada en la segunda serie (y la octava en ser adaptada en general), dirigida por Ray Goossens y escrita por el dibujante Greg. En años posteriores, Greg se convertiría en editor en jefe de la revista Tintín.
En 1991, una colaboración entre el estudio francés Ellipse y la compañía canadiense de animación Nelvana adaptó 21 de las historias en una serie de episodios, cada uno de 42 minutos. El tesoro de Rackham el Rojo fue el décimo episodio de Las aventuras de Tintín que se producirá, aunque la mitad de duración que la mayoría de los demás. Dirigida por Stéphane Bernasconi, la serie ha sido elogiada por ser "generalmente fiel", con composiciones que en realidad han sido tomadas directamente de las viñetas del cómic original.
La película de captura de movimiento de 2011 Las aventuras de Tintín: el secreto del Unicornio, dirigida por Steven Spielberg y producida por Peter Jackson, fue estrenada en la mayor parte del mundo de octubre a noviembre de 2011 y en Estados Unidos el 21 de diciembre de 2011. La película está basada en parte en El secreto del Unicornio y en parte tanto en El tesoro de Rackham el Rojo como en El cangrejo de las pinzas de oro. También se lanzó un videojuego vinculado a la película en octubre de 2011, desarrollado por Ubisoft.